# Lončanik
Lončanik (Servisch cyrillisch Лончаник) is een plaats in de Servische gemeente Ub. De plaats telt 551 inwoners (2002).